# دالة جدائية بصفة كاملة
في نظرية الأعداد، دالة جدائية بصفة كاملة (بالإنجليزية: Completely multiplicative function)‏ هي دالة مداخلها أعداد صحيحة طبيعية تحافظ على الجداء. أي أن صورة جداء عددين طبيعيين بهذه الدالة هو جداء صورة العددين بالدالة نفسها مهما كانا هذان العددان.

## أمثلة
أبسط مثال على الدوال الجدائية بصفة كاملة أحادية حدود يساوي معاملها واحدا. f(a) = an. إذن f(bc) = (bc)n = bncn = f(b)f(c) و f(1) = 1n = 1.
انظر إلى دالة ليوفيل وإلى حروف دركليه.

## خصائص

### متسلسلة دركليه
الدالة اللامية لدالة جداءية بصفة كاملة تحقق ما يلي:
{\displaystyle L(s,a)=\sum _{n=1}^{\infty }{\frac {a(n)}{n^{s}}}=\prod _{p}{\biggl (}1-{\frac {a(p)}{p^{s}}}{\biggr )}^{-1},}